# 7412 Linnaeus
7412 Linnaeus este o planetă minoră (asteroid), cu un diametru de 12,111 km, din centura de asteroizi. A fost descoperită pe 22 septembrie 1990 la Observatorul La Silla de Eric Walter Elst și a fost numită după Carl Linné. 
Obiectul prezintă o orbită caracterizată de o semiaxă mare de 3,1770164 UAi, o excentricitate de 0,16, o înclinație de 2,57375 ° în raport cu ecliptica.